# Drimia cooperi
Drimia cooperi är en sparrisväxtart som först beskrevs av John Gilbert Baker, och fick sitt nu gällande namn av John Gilbert Baker. Drimia cooperi ingår i släktet Drimia och familjen sparrisväxter. Inga underarter finns listade i Catalogue of Life.